# 옥단춘
"옥단춘"은 한국에서 제작된 권영순 감독의 1956년 영화이다. 윤인자 등이 주연으로 출연하였고 박복만 등이 제작에 참여하였다.

## 출연

### 주연
- 윤인자
- 김진규
- 최봉
- 김익환

### 조연
- 김보애

## 기타
- 조명: 이종선
- 녹음: 이경순
- 미술: 정우택